# Verdille
Verdille ist eine französische Gemeinde mit 383 Einwohnern (Stand: 1. Januar 2022) im Département Charente in der Region Nouvelle-Aquitaine (vor 2016 Poitou-Charentes); sie gehört zum Arrondissement Confolens und zum Kanton Charente-Nord. Die Einwohner werden Verdillois genannt.

## Geographie
Verdille liegt etwa 35 Kilometer nordwestlich von Angoulême und wird umgeben von den Nachbargemeinden Ranville-Breuillaud im Nordwesten und Norden, Barbezières im Norden, Oradour im Nordosten, Mons im Osten, Val-d’Auge im Süden sowie Bresdon im Westen.

## Bevölkerungsentwicklung
| Jahr                       | 1962 | 1968 | 1975 | 1982 | 1990 | 1999 | 2006 | 2019 |
| Einwohner                  | 550  | 504  | 518  | 466  | 371  | 358  | 347  | 374  |
| Quellen: Cassini und INSEE |      |      |      |      |      |      |      |      |

## Sehenswürdigkeiten
- Kirche Saint-Cybard aus der Mitte des 12. Jahrhunderts

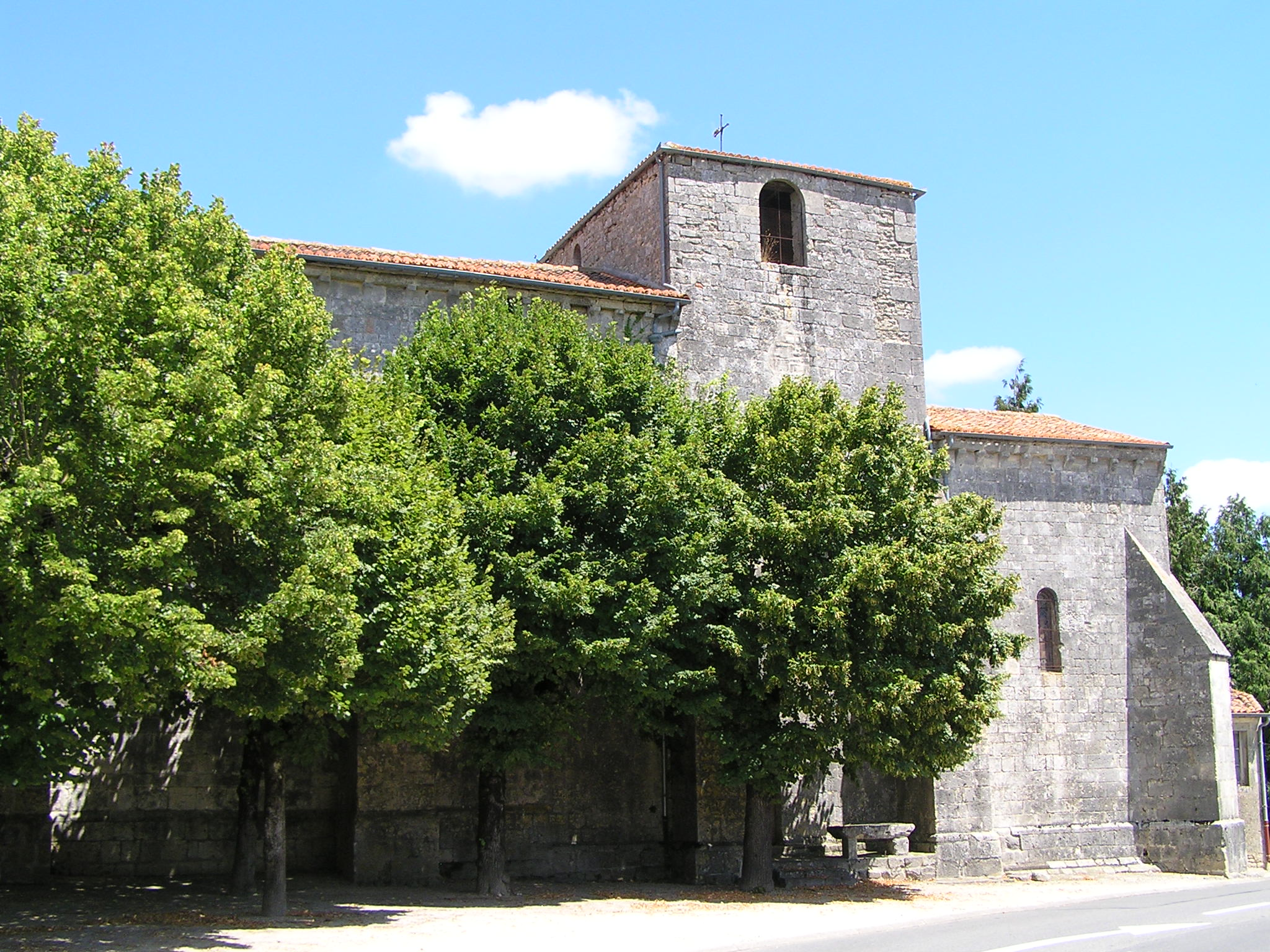
Kirche Saint-Cybard

- Haus L'Estrade
- Schloss aus dem 17. Jahrhundert